# Прапор Токмака
Пра́пор Токмака затверджений рішенням Токмацької міської ради.

## Опис
Прапор територіальної громади міста Токмак має квадратну форму. Символіка прапора пов'язана з гербом міста і має кольори герба м. Токмака.